# Beleg van Maastricht (1334)
Het Beleg van Maastricht van 1334 was een kortdurende belegering van de tweeherige stad Maastricht door een legermacht onder leiding van de prins-bisschop van Luik. De belegering was onderdeel van de Luiks-Brabantse oorlogen.

## Voorgeschiedenis

### Tweeherigheid van Maastricht
Al sinds de vroege middeleeuwen waren de burgers van Maastricht verdeeld in twee nationaliteiten, nativiteiten of familiae genoemd: de familia sancte Marie sanctique Lamberti en de familia sancti Servatii, meestal simpelweg aangeduid als "die van Lambertus" en "die van Servaas", later ook wel Luikse en Brabantse nativiteit genoemd. De tweedeling ging terug op de twee oerparochies waaruit Maastricht ontstaan was: de parochie van Onze-Lieve-Vrouwe rondom de Onze-Lieve-Vrouwekerk en de parochie van Sint-Servaas rondom de Sint-Servaaskerk.
Nadat de zetel van het bisdom in de 8e of 9e eeuw van Maastricht naar Luik was overgeplaatst, behielden de Luikse bisschoppen een zekere macht over de parochianen van de voormalige bisschopskerk. De Sint-Servaaskerk en de daaraan verbonden abdij (later kapittel van Sint-Servaas) raakten steeds meer onder de invloed van de Rooms-Duitse koningen en keizers. Rond 1200 werd de band tussen de Duitse koning en Maastricht losser, mede door de opkomst van Brabant. De Brabantse hertogen namen vanaf 1204 de plaats in van de Duitse koningen in het Maastrichtse condominium. In 1284 werd de tweeherigheid van Maastricht vastgelegd in een constitutioneel verdrag, de Alde Caerte, in 1356 aangevuld met de Doghter Caerte.

### Luik en Brabant
De Luiks-Brabantse oorlogen (1204-1378) waren een gevolg van het Luikse verzet tegen de Brabantse expansiepolitiek. De oorlogen, begonnen met het beleg van Maastricht (1204), vielen deels samen met de Limburgse Successieoorlogen (eind 13e eeuw) en de Loonse Successieoorlogen (midden 14e eeuw), waarin zowel Brabant als Luik belangrijke gebieden aan hun territorium wisten toe te voegen, maar waaruit Brabant toch als de belangrijkste regionale macht in het Maasland tevoorschijn kwam.
In 1313, na het overlijden van Theobald van Bar, werd Adolf van der Mark, met steun van de Franse koning, de nieuwe prins-bisschop van Luik. Zijn ruim dertigjarige bewind werd bepaald door de Awans- en Warouxoorlog, de burgeroorlog tussen twee Luikse adellijke clans, en het voortdurende conflict met Brabant. Dat de oorlog tussen Luik en Brabant geen permanent gegeven was in de 14e eeuw, moge blijken uit het feit dat men, op verzoek van de Maastrichtenaren, in 1327 gezamenlijk optrok tegen de heer van Valkenburg, Reinoud van Valkenburg. Deze bracht de Maastrichtse handel met het Rijnland (die nog grotendeels verliep via de oude Romeinse heirbaan Via Belgica) grote schade toe en beide heren ondersteunden hierin de Maastrichtse belangen. De Valkenburgers werd in juli 1327 in de slag bij IJzeren verslagen door Maastrichts-Luiks-Brabantse troepen en de burcht van Valkenburg werd in de jaren daarna tweemaal bezet, waarbij een bevredigende oplossing uitbleef. 
In 1331 was het uit met de vreedzame betrekkingen tussen Adolf van der Mark en Jan III van Brabant, toen laatstgenoemde beslag liet leggen op een geldsom, die in de schatkamer van de Sint-Servaaskerk gedeponeerd was. De bisschop van Luik sloeg daarop het Maastrichtse kapittel in de ban. In de periode 1332-'34 laaide de strijd tussen Brabant en de omringende landen opnieuw op. Behalve Luik keerden nu ook Gelre, Gulik, Keulen, Luxemburg, Namen en Holland-Henegouwen zich tegen Brabant. De burcht Rode in het land van 's-Hertogenrade, sinds de Slag bij Woeringen (1288) Brabants bezit, werd op 11 maart 1334 bezet door de geallieerden onder aanvoering van graaf Gerard VII van Gulik. Terwijl de Luikse troepen met hun bondgenoten de Brabanders bij de brug over de Maas in Visé opwachtten, trokken de Brabantse troepen ongehinderd via de Sint-Servaasbrug in Maastricht op naar 's-Hertogenrade.

## Het beleg
De Luikse prins-bisschop Adolf van der Mark was, als medeheer van Maastricht, zeer ontstemd over het feit dat de Maastrichtenaren vrije doortocht hadden verleend aan de Brabantse vijand. Met een grote troepenmacht trok hij, waarschijnlijk in maart 1334, op naar Maastricht, waar men de stadspoorten angstvallig gesloten hield. De prins-bisschop sloeg het beleg om Maastricht en sommeerde de Maastrichtenaren een geldboete te betalen als compensatie voor hun ongehoorzaamheid. Niet duidelijk is of dit hetzelfde geldbedrag betrof waarover eerder onenigheid was ontstaan. Na enkele dagen betaalden de Maastrichtenaren 16.000 gulden, waarna de belegeraars afdropen. Bij oorkonde van 16 maart 1334 werd bepaald dat Maastricht voortaan strikt neutraal moest blijven in Luiks-Brabantse geschillen. Over het beleg zelf zijn verder geen details bekend.

## Gevolgen van het beleg
Maastricht bleef ook na 1334 stevig in handen van de Brabantse hertogen, hoewel de bisschop van Luik wel als medeheer getolereerd werd. Bij de Vrede van Amiens op 27 augustus 1334, die door bemiddeling van de Franse koning Filips VI tot stand kwam, werd onder andere de Maastrichtse neutraliteit bij Luiks-Brabantse conflicten bevestigd. Ter bezegeling van de vrede tussen Brabant en Holland-Henegouwen trouwde de zoon van de graaf, Willem IV van Holland, in 1336 met Johanna van Brabant, erfdochter van Brabant. In 1335 kwam met de Vrede der Bloedverwantschappen (Paix des Lignages) een einde aan de Luikse burgeroorlog. De oorlog tussen Luik en Brabant werd pas in 1378 definitief beëindigd. Hoewel de Valkenburgers in 1334 hun bezittingen terugkregen, bleven de Brabantse hertogen streven naar het bezit van het hele Land van Valkenburg, waarin hertog Wenceslaus in 1364 door aankoop slaagde.